# Bão Toraji (2018)
Bão Toraji (tên tại Việt Nam: bão số 8) là một cơn bão yếu, tồn tại trong thời gian ngắn đã ảnh hưởng đến Việt Nam vào tháng 11 năm 2018. Đây là cơn bão thứ 27 được đặt tên trong mùa bão Tây Bắc Thái Bình Dương 2018, Toraji hình thành từ áp thấp nhiệt đới ở phía Đông Nam Việt Nam vào ngày 16 tháng 11. Áp thấp đó đã mạnh lên thành bão nhiệt đới vào ngày hôm sau. Toraji nhanh chóng suy yếu sau đó vào sáng sớm ngày 18 tháng 11. Cơn bão suy yếu thành vùng áp thấp và đi vào vùng Nam Trung Bộ. Tàn dư của cơn bão đã di chuyển vào Vịnh Thái Lan và Toraji đã tái tổ chức và mạnh lên một chút. JTWC cho rằng nó mạnh trở lại thành áp thấp nhiệt đới vào ngày 20 tháng 11. 
Mặc dù là cơn bão yếu nhưng Toraji đã mang theo lượng mưa lớn dẫn đến lũ quét và lở đất, chủ yếu xảy ra ở các tỉnh phía Nam Việt Nam, khiến tổng cộng 20 người thiệt mạng, phần lớn ở tỉnh Khánh Hòa.Thiệt hại lên tới 1,24 tỷ đồng (53,9 triệu USD).

## Lịch sử khí tượng
Vào ngày 15 tháng 11, Trung tâm Cảnh báo Bão Liên hợp (JTWC) bắt đầu theo dõi một hình thế thời tiết là một vùng nhiễu động nhiệt đới đã hình thành Thành phố Hồ Chí Minh, Việt Nam khoảng 835 km (519 mi) về phía Đông. Hình thế nằm trong vùng có môi trường thuận lợi với gió đứt theo chiều dọc thấp, nhiễu động nhiệt đới dần mạnh lên và Cục Khí tượng Nhật Bản (JMA) cho biết áp thấp đã mạnh lên thành áp thấp nhiệt đới vào rạng sáng 17 tháng 11.  Ngay sau đó, JTWC đã ban hành Cảnh báo Hình thành Xoáy thuận nhiệt đới (TCFA).  Đến ngày 17 tháng 11 do nhiệt độ bề mặt nước biển cao và dòng phân kì ở tầng trên mạnh, JMA ngay lập tức đưa ra bản tin dự báo bão, đồng nghĩa với việc theo cơ quan này áp thấp nhiệt đới trở thành bão nhiệt đới và được đặt tên là Toraji. Vài giờ sau, Trung tâm Dự báo Khí tượng Thuỷ văn Quốc gia (NCHMF) là cơ quan khí tượng Việt Nam cũng cho biết áp thấp nhiệt đới mạnh lên thành bão và gọi là bão số 8. Vào lúc 22:00 giờ Việt Nam cùng ngày, hình ảnh vệ tinh mô tả cụm mây đối lưu sâu lớn tồn tại gần trung tâm hoàn lưu mực thấp của hình thế trên, do đó JTWC bắt đầu đưa ra khuyến cáo, theo đó nâng cấp hình thế lên thành áp thấp nhiệt đới, gán cho hình thế số hiệu 32W.
Sáu giờ sau khi JTWC bắt đầu đưa ra cảnh báo, cụm mây đối lưu sâu nằm gần tâm bão đã bị dịch chuyển và trở nên rời rạc do gió đứt.  Tại thời điểm này JTWC không dự báo Toraji sẽ mạnh lên thành bão nhiệt đới. Theo JMA Toraji lúc mạnh nhất đạt sức gió duy trì trong 10 phút là 65 km/h (40 mph) với áp suất khí quyển là 1.004 hPa (29,6 inHg).  Sáng ngày 18 tháng 11, NCHMF cho biết bão đã suy yếu thành áp thấp nhiệt đới lúc 04:00 giờ Việt Nam. JMA cũng cho biết bão suy yếu thành áp thấp nhiệt đới lúc 07:00 giờ Việt Nam.  

## Những thiệt hại
Tại Nam Trung Bộ (Việt Nam), bão đã gây nhiều thiệt hại về người và tài sản, trong đó 20 người chết và mất tích tại Việt Nam và thiệt hại lên tới 1,24 nghìn tỷ Đồng (53,6 triệu USD).